# VIII/202.º Comando de Aeródromo E (v)
El 202º Comando de Aeródromo E (v) (Flieger-Horst-Kommandantur E (v) 202./VIII) fue una unidad militar de la Luftwaffe durante la Segunda Guerra Mundial.

## Historia
Fue formado el 1 de abril de 1944 en Sihlele a partir del 6º Comando de Aeródromo E. Fue disuelto el 20 de marzo de 1945.

## Comandantes
- Capitán Franz Seemüller – (1 de abril de 1944 – 12 de septiembre de 1944)
- Capitán Hans Rödiger – (12 de septiembre de 1944 – 3 de enero de 1945)
- Capitán Franz Vogt – (3 de enero de 1945 – marzo de 1945)

## Servicios
- abril de 1944 – agosto de 1944: en Sihlele (Rumania).
- agosto de 1944 – abril de 1945: en(?).